# Equipos ciclistas españoles en 2007
Relación de equipos ciclistas españoles para la temporada 2007, en la que nace el Karpin Galicia y desaparecen Kaiku, Massi y 3 Molinos Resort, mientras que Liberty Seguros-Würth se transforma en el suizo Astana y la estructura del Comunitat Valenciana la hereda el nuevo Fuerteventura-Canarias.

## Equipos ProTeam
- Caisse d´Epargne
- Euskaltel-Euskadi
- Saunier Duval-Prodir

## Equipos Profesionales Continentales
- Andalucía-CajaSur
- Fuerteventura-Canarias
- Karpin Galicia
- Relax-GAM

## Equipos Continentales
- Extremadura-Spiuk
- Grupo Nicolás Mateos
- Orbea
- Viña Magna-Cropu

| Predecesor: Equipos ciclistas españoles en 2006 | Equipos ciclistas españoles 2007 | Sucesor: Equipos ciclistas españoles en 2008 |

- Datos: Q5835101